# テキサス・インスツルメンツ

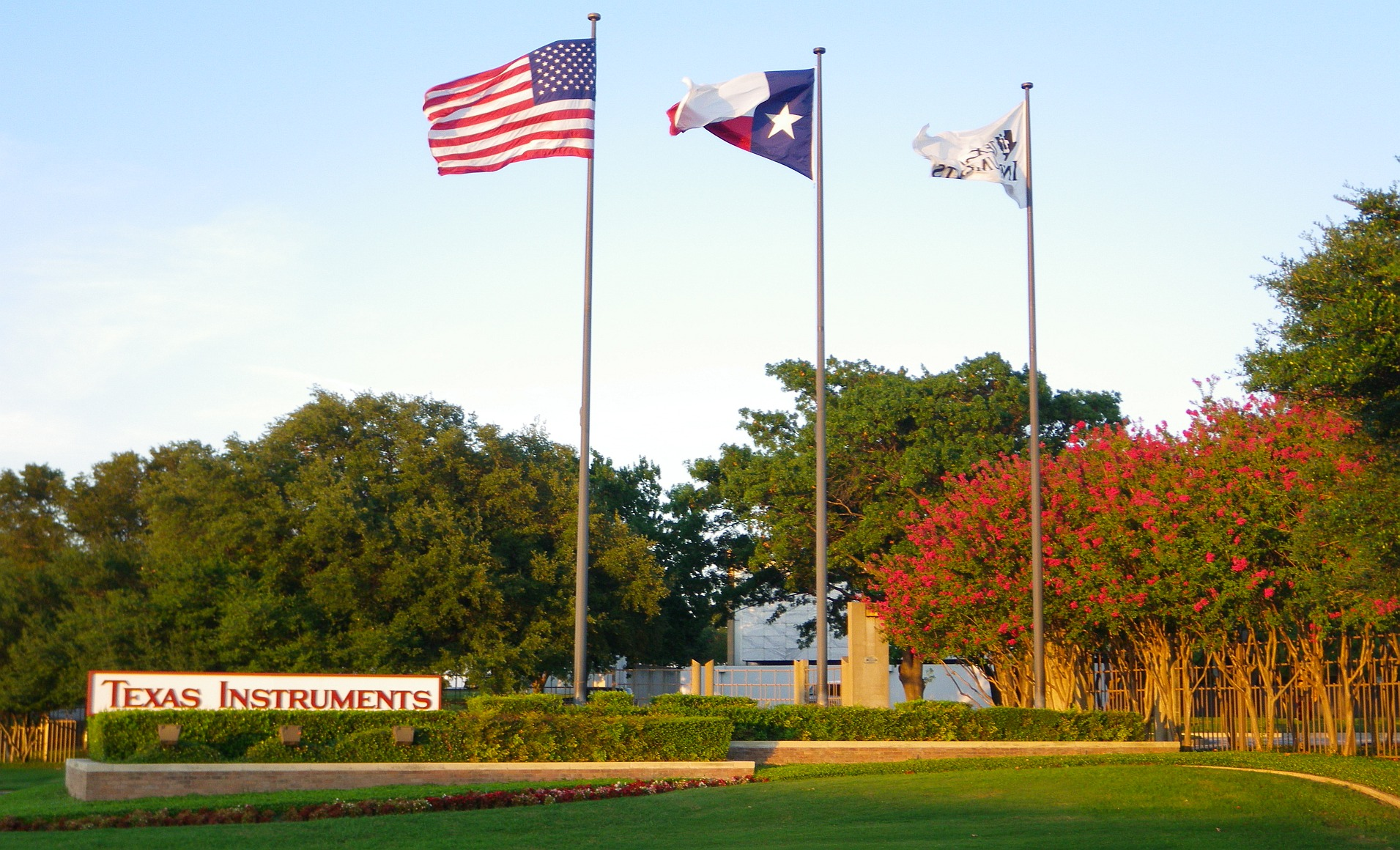
テキサス・インスツルメンツの本部

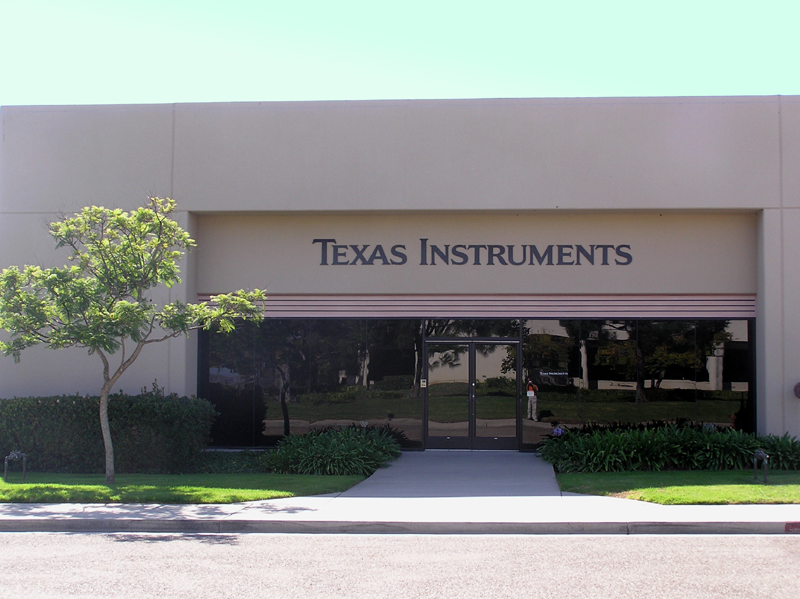
テキサス・インスツルメンツのカリフォルニア支店

テキサス・インスツルメンツ（英: Texas Instruments Inc.、NASDAQ: TXN）は、半導体を開発・製造する世界的な企業である。本社はアメリカ合衆国テキサス州ダラスにある。略称は「TI」である。

## 概要
1930年に、前身である石油探査会社ジオフィジカルサービス(GSI)としてテキサス州に設立。1951年にGSI社のエレクトロニクス部門を中心に再編成が行われ、テキサス・インスツルメンツ社と改称。1950年に世界初のシリコン型トランジスタを製品化、1954年にI.D.E.A.社とトランジスタラジオを開発、1958年に集積回路を発明、1967年に携帯型IC電卓を発明。1970年にTTL汎用ロジックICとして広く普及する7400型を発表。1973年にマイクロコントローラの特許を取得。その後、世界25ヶ国以上に製造・販売拠点を有する国際的な半導体企業であり、デジタル情報家電、ワイヤレス、ブロードバンド市場に欠かせないデジタル信号処理を行うDSPと、それに関連するアナログIC、マイクロコントローラを主力製品としている。2018年現在、アナログICの世界最大手。
1958年当時TIの研究者であったジャック・キルビーが発明したICについての基本特許の特許権を保有しており、ICが広く普及した1980年代になって日本をはじめとする著名な半導体企業（日本電気 (NEC)、日立製作所、富士通等）に対して高額な実施料を要求、特許侵害訴訟に発展した。これに対し、富士通を除く各社はTIと和解し、多額の実施料を支払うこととなったが、富士通は1991年に裁判に訴えた結果、富士通が特許を侵害していないとの判決が下された。更に裁判の中でTIが日本で保有していたキルビー特許（特許第320275号）は無効理由が存在すると判断され、日本では満了を待たず特許自体が無効となった。
また、自社製ミニコンピュータを使い、ICの発明と共に、アナログ及びディジタルIC（SSI級）用初のICテスターも開発販売した。
他にも家庭用から関数電卓まで各種の電卓を発売している。特に、TI-89 シリーズなどは、大学進学時のSATで使用が許可されているため、学生の間ではSATでの必需品と考えられている。このためグラフ表示対応関数電卓は、アメリカの高校生や大学生の間では非常に普及している。日本では関数電卓については、株式会社ナオコが正規の代理店になっているため保証付きで入手可能。
近年ではプロジェクター、リアプロジェクションテレビ用の映像素子であるDMD（Digital Micromirror Device）を開発し、DLP（Digital Light Processing）プロジェクターの盟主として知られている。米国市場でサムスン電子などがプロジェクターに採用していることでも知られる。
DSPやマイコンなどの主力製品以外にも、汎用ロジックIC 、アンプ、オペアンプ、スイッチ、マルチプレクサ、CMOSイメージセンサ、CCDイメージセンサ、レギュレータ、クロック、IEEE1394コントローラ、RFIDシステム、セキュリティチップ、バスソリューション、コンバータ、各種汎用アプリケーションの開発を行っている。
1997年頃から、ソフトウェア部門をスターリングへ、防衛部門をレイセオンへと順次売却を進め、現在これらを作っていない。2006年にベインキャピタルに売却された制御機器部門は、その後センサータ・テクノロジーズとして独立、ニューヨーク証券取引所に上場し世界12カ国で事業を展開している。
2000年9月、米バーブラウン社を76億ドルで買収した。
2011年9月23日、米ナショナル セミコンダクター社(NS)を合併し、シリコンバレー部門とした。

## 主な製品

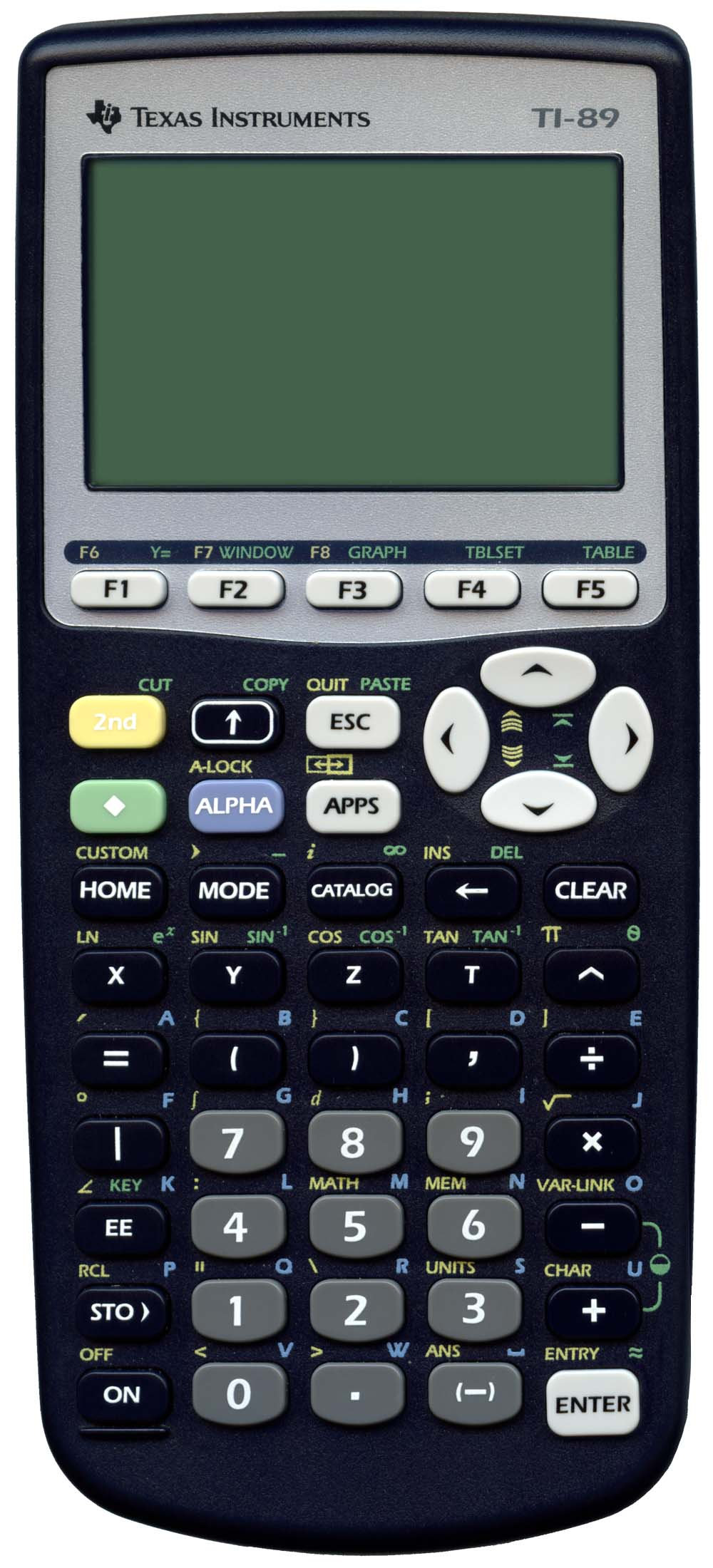
テキサス・インスツルメンツの電卓(TI-89)

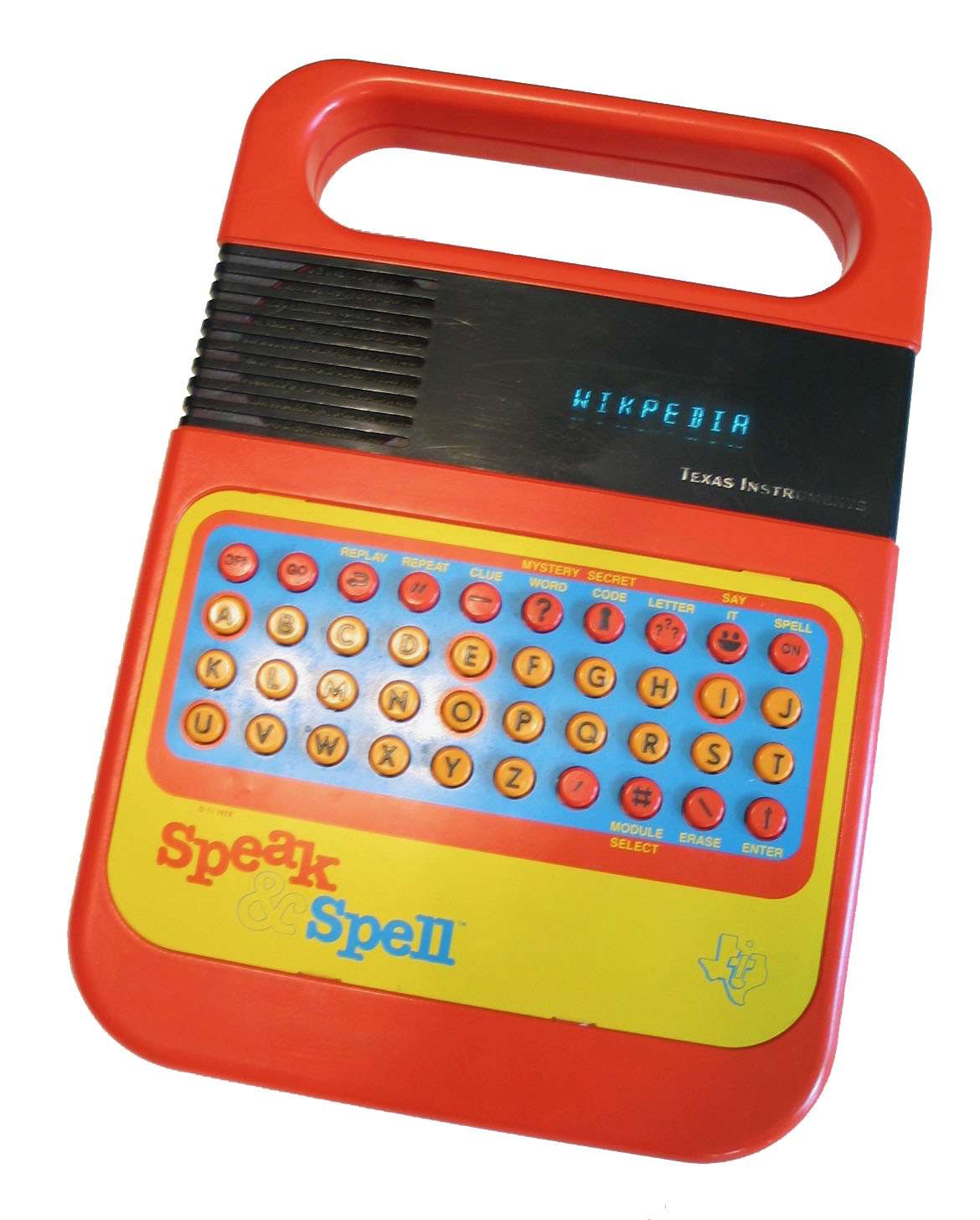
テキサス・インスツルメンツのSpeak & Spell

### 電子機器、電子デバイス
- ミニコンピュータ
- サーマルプリンター
- ICテスター
- TMS9918
- TMS320C6000シリーズDSP（英語版）
- TMS320C5000シリーズDSP（英語版）
- OMAP (DSP複合プロセッサ)
- DaVinci (ビデオ機器に特化したDSP複合プロセッサ)
- デジタル・マイクロミラー・デバイス(DLP)
- MSP430（英語版）（ADコンバータを含む周辺機器を集積した低消費電力RISCマイクロプロセッサ）
- SN74シリーズTTL汎用ロジックIC
- TL071,072,074,081,082,084オペアンプ
- NE5532,5534オペアンプ
- TI Burr-Brownシリーズ - オーディオ向けオペアンプ・DAC、合併(2000年)以前のBurr-Brown製品(継続生産・供給)と合併後のオーディオ向けブランドのシリーズがある。
- Speak&Spell
- 電卓

### その他
- en:Speak & Spell (toy)